# Brombeerspinner

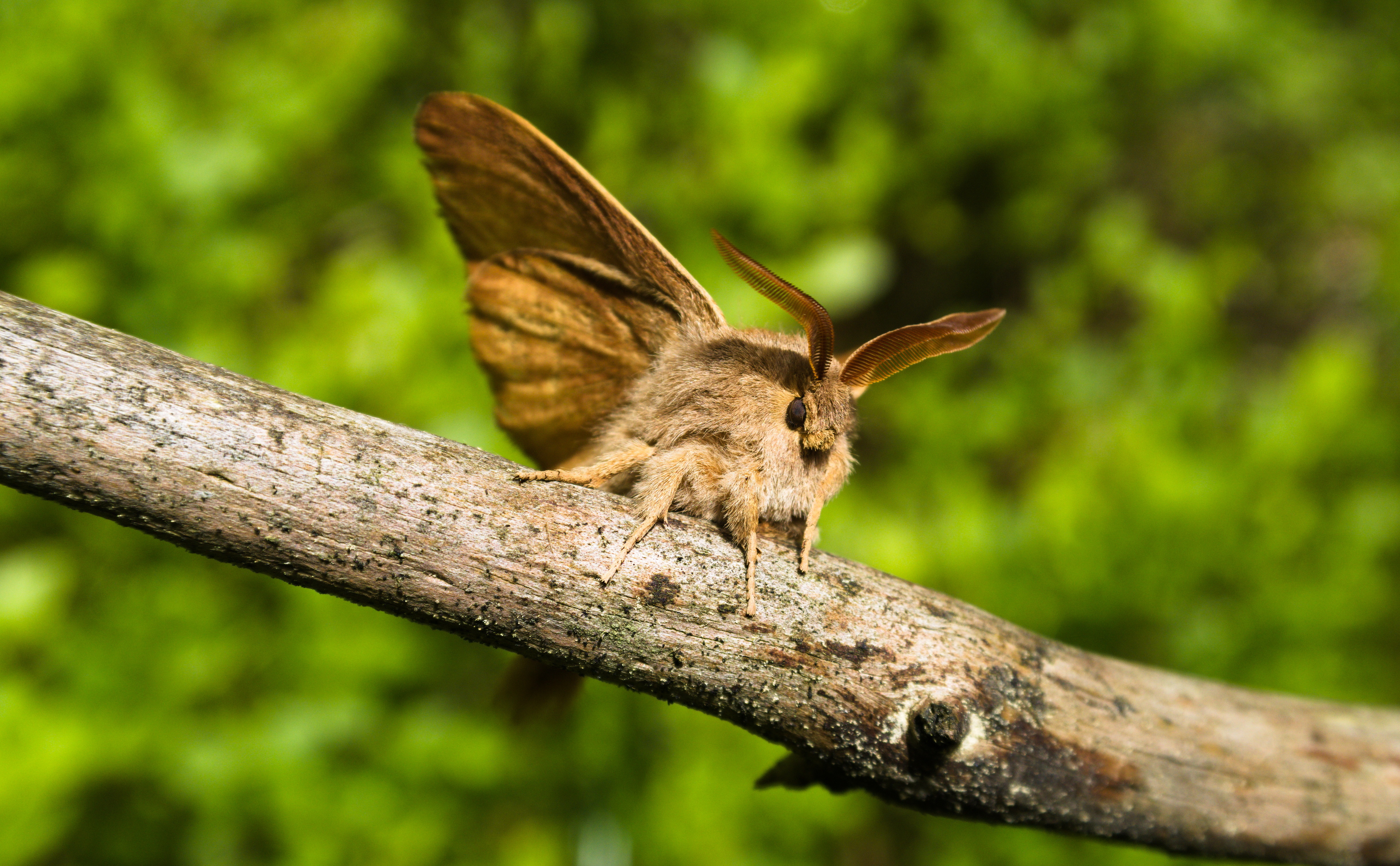
Männchen in der Dresdner Heide

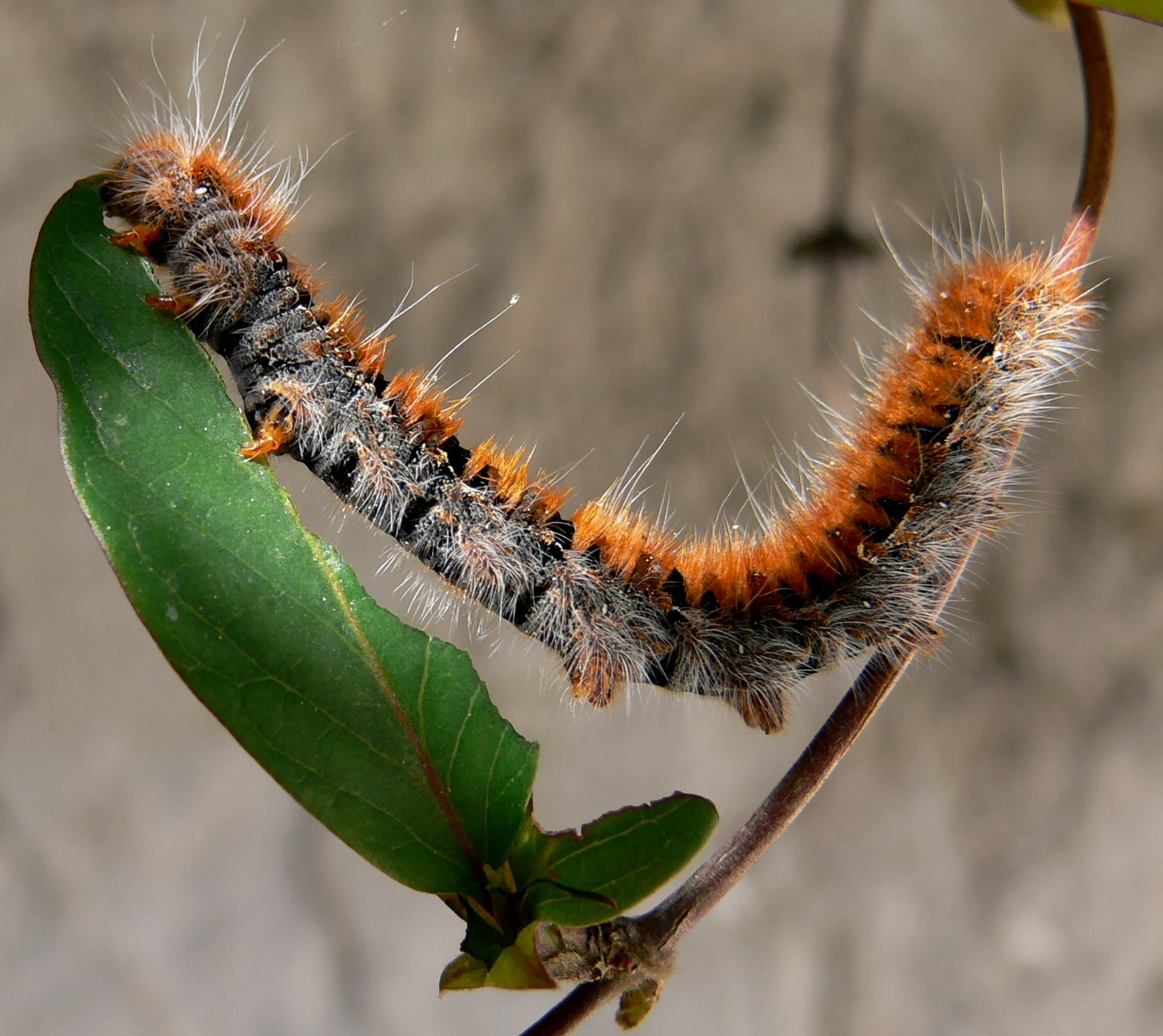
Raupe von der Seite

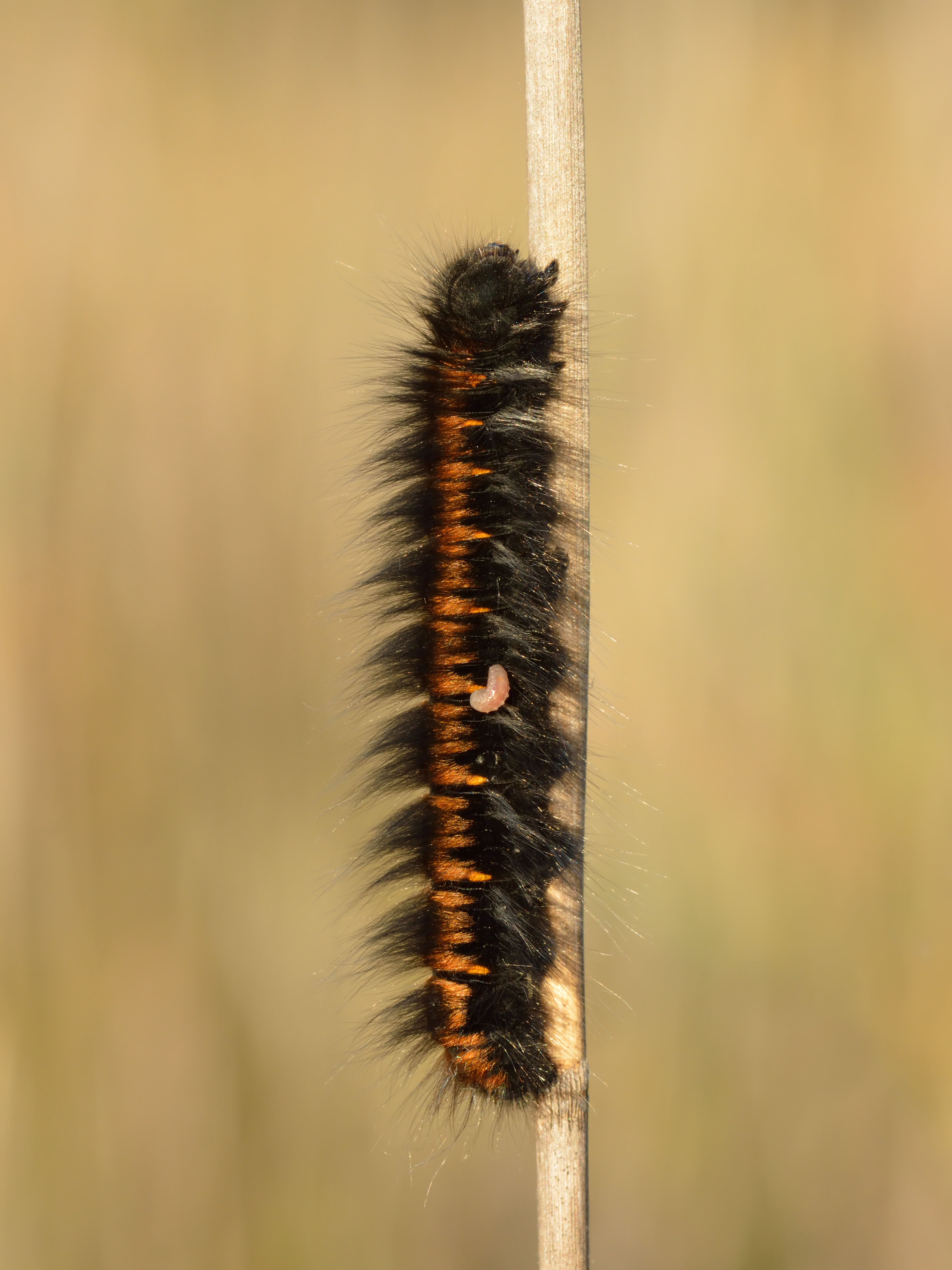
Ältere Raupe mit Larve eines Parasitoiden

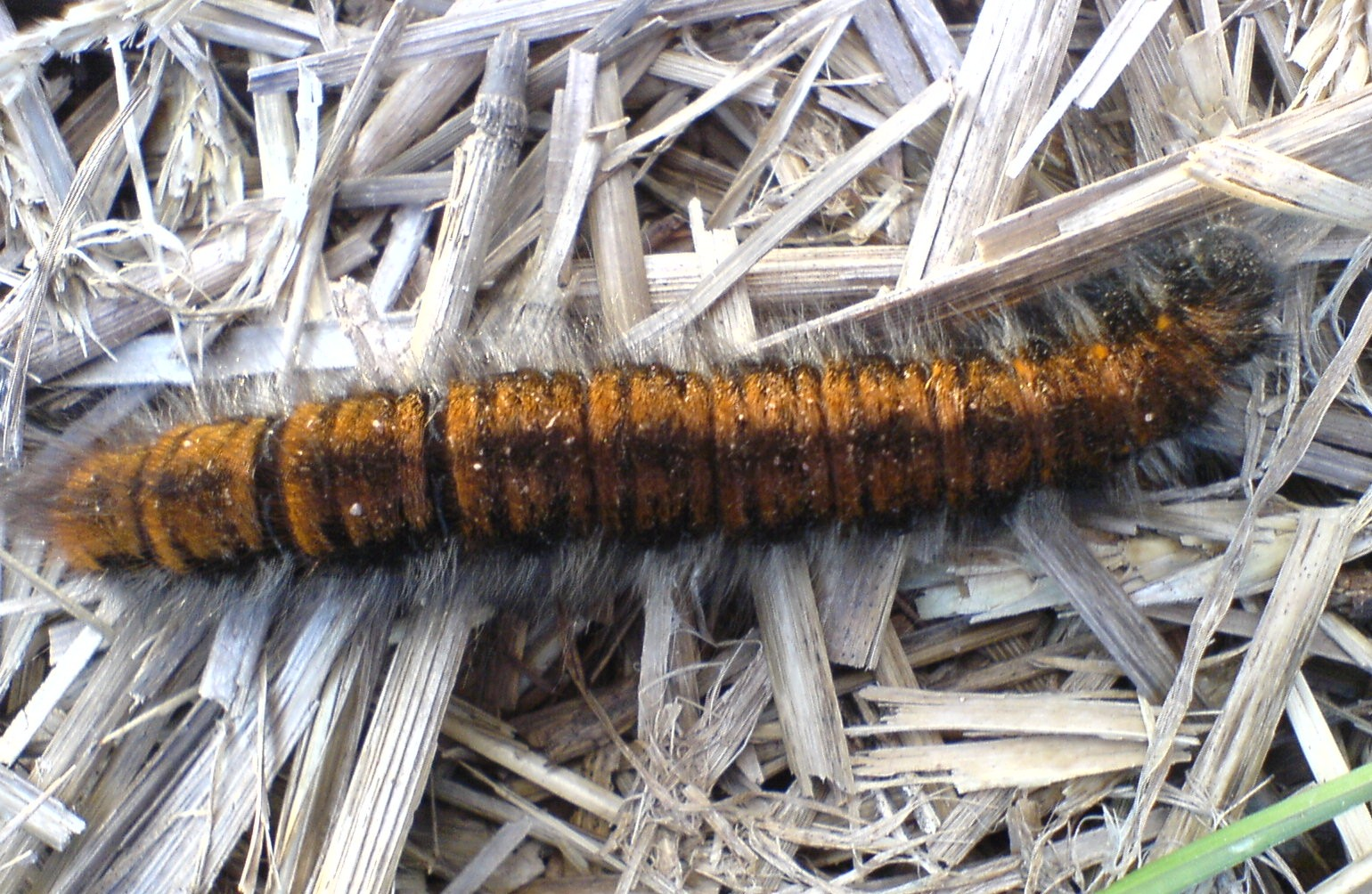
Raupe von oben

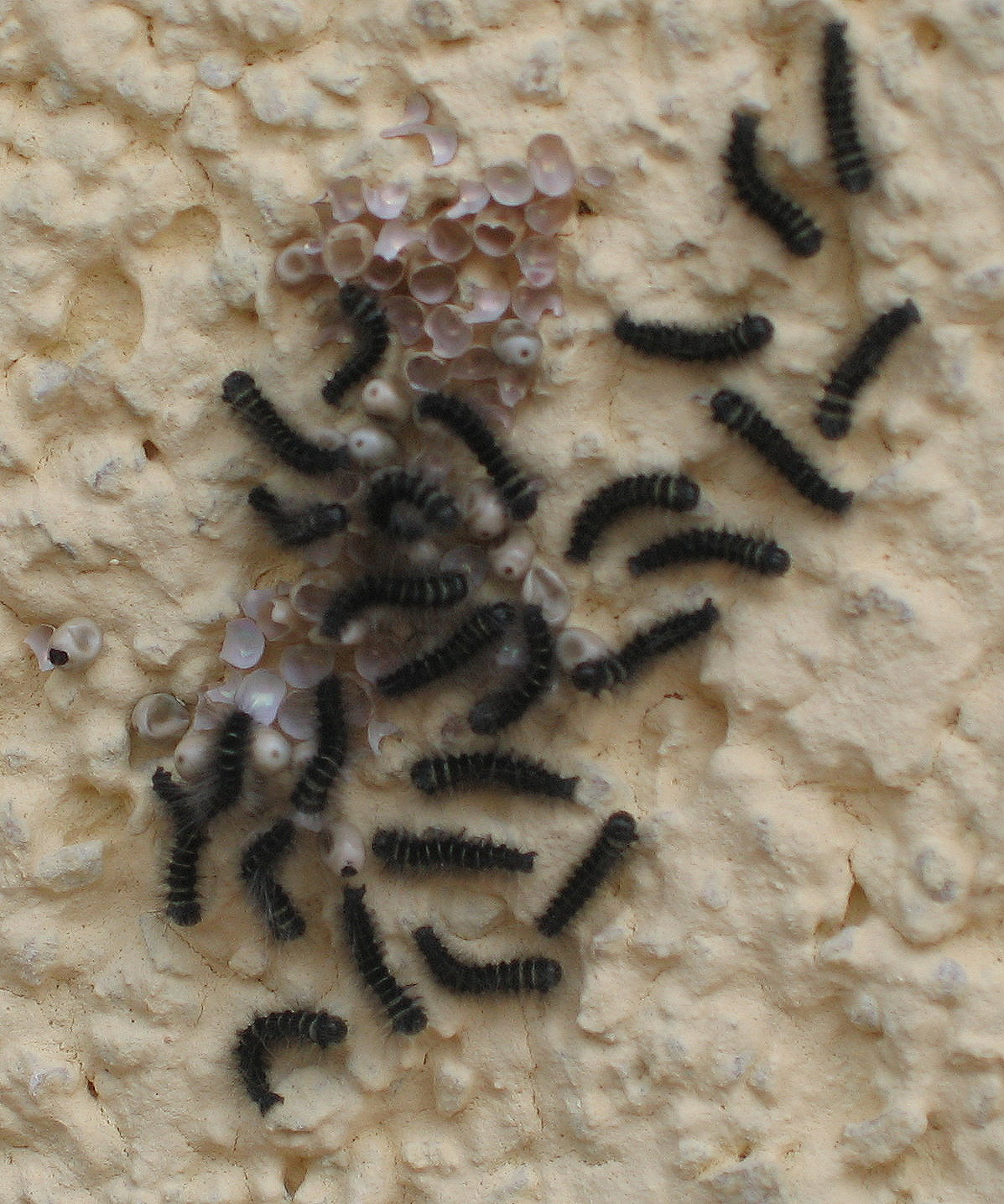
Frisch geschlüpfte Raupen mit Gelegeresten

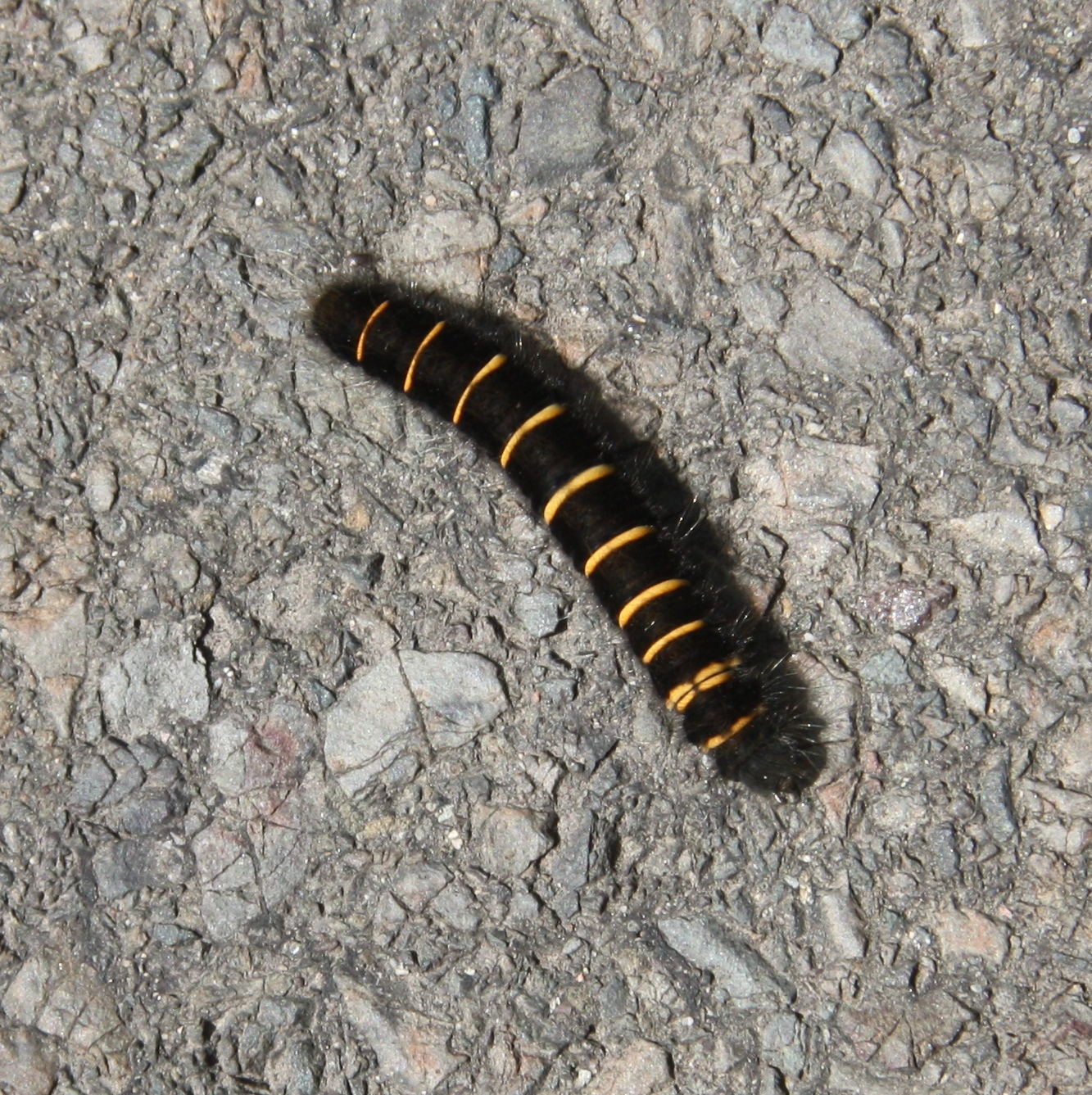
Junge Raupe

Der Brombeerspinner (Macrothylacia rubi) ist ein Schmetterling (Nachtfalter) aus der Familie der Glucken (Lasiocampidae).

## Merkmale
Die Falter erreichen eine Flügelspannweite von 38 bis 68 Millimetern. Die Weibchen haben graubraune Vorderflügel, die Männchen rotbraune oder graubraune. Beide tragen zwei schmale, hellgelbliche Querbinden. Dazwischen ist die Flügelfärbung bei den Männchen etwas aufgehellt. 

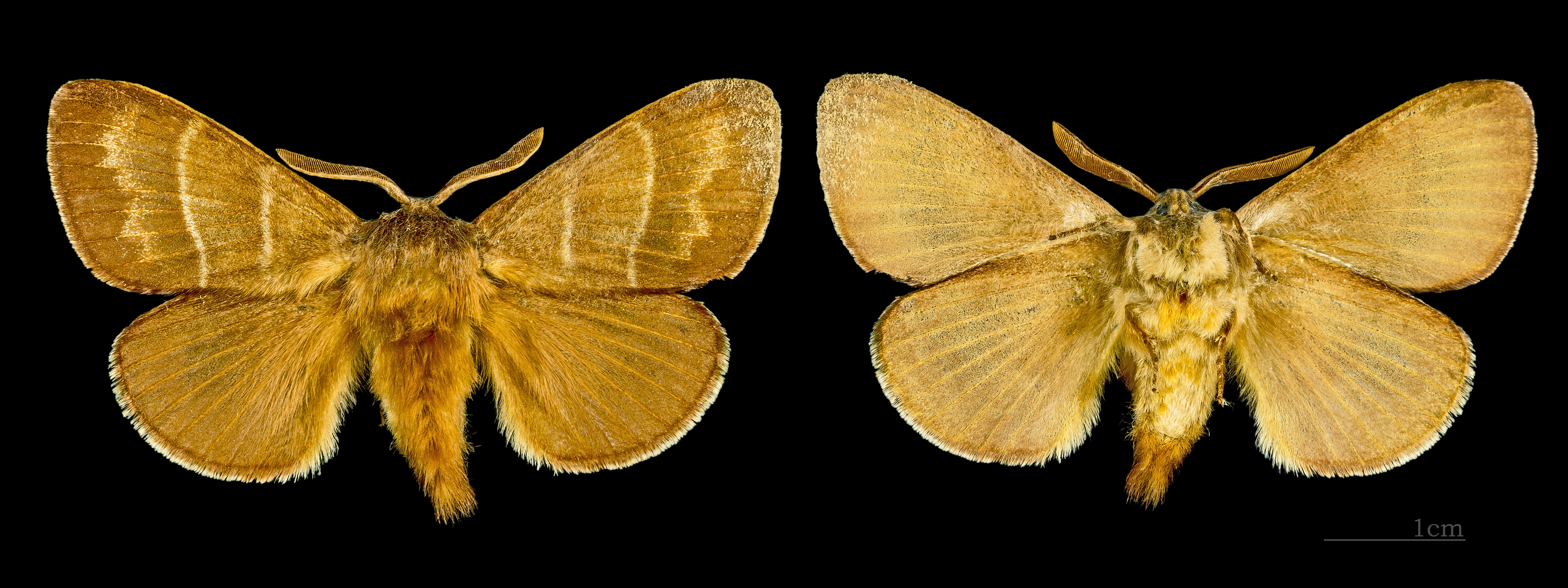
♂
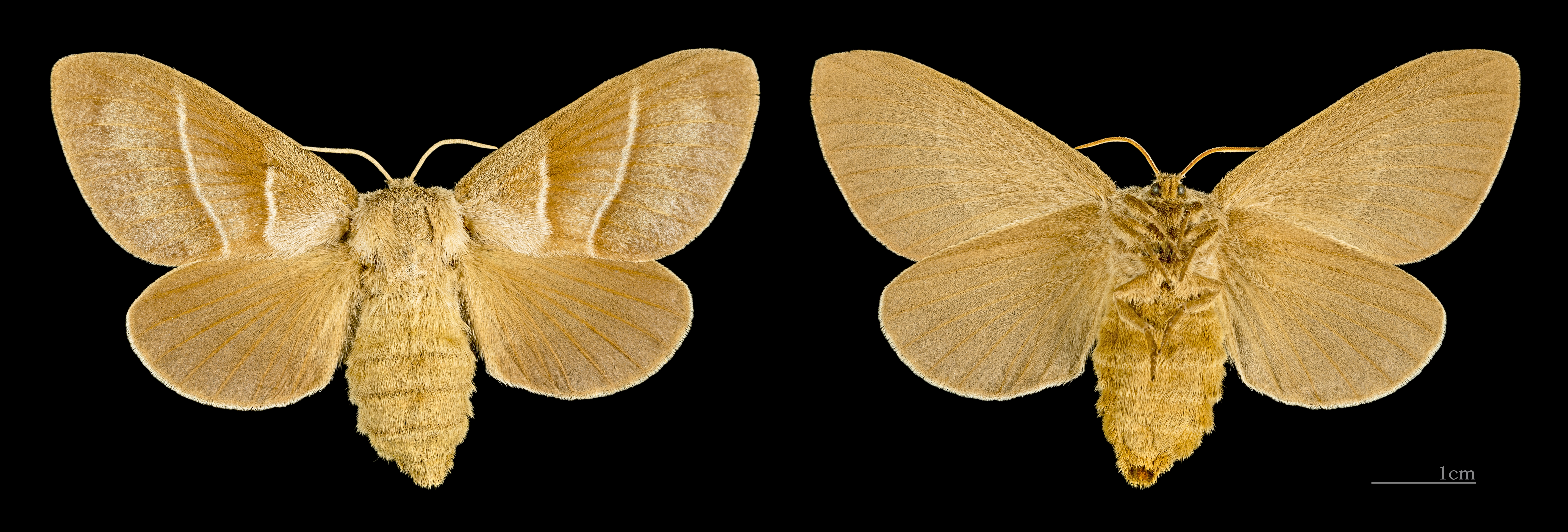
♀

Die Raupen werden ca. 80 Millimeter lang. Sie sind anfangs schwarz, mit leuchtend gelben oder orangen Segmenteinschnitten und tragen wenige lange, hellgraue Haare. Im Alter sind sie durch ihre dichte, schwarz und rotbraun gefärbte Behaarung deutlich dunkler. An den Seiten tragen sie aber weiterhin hellgraue Haare.

## Vorkommen
Die Tiere kommen in ganz Europa, außer dem hohen Norden und Teilen des Mittelmeergebietes, östlich bis nach Zentralasien vor. Sie sind in Mitteleuropa die häufigste Gluckenart. Man findet sie in verschiedensten offenen, sowohl trockenen als auch feuchten Gegenden, wie z. B. auf Trockenrasen, an Böschungen, auf Wiesen an Waldrändern und in Mooren.

## Lebensweise
Die Weibchen sind dämmerungs- und nachtaktiv und lassen sich schon früh durch künstliche Lichtquellen anlocken. Die Männchen fliegen am späten Nachmittag und in der Dämmerung knapp über der Vegetation wild und im sehr schnellen Zickzackflug umher, um paarungsbereite Weibchen aufzuspüren.

### Flug- und Raupenzeiten
Die Falter fliegen in einer Generation von Mitte Mai bis Juli. Die Raupen findet man ab August und nach der Überwinterung bis April.

### Nahrung der Raupen
Die Raupen fressen die Blätter zahlreicher Sträucher und krautiger Pflanzen  wie z. B. Schlehe (Prunus spinosa), Himbeere (Rubus idaeus), Brombeeren (Rubus fruticosus), Gelbes Sonnenröschen (Helianthemum nummularium), Kleiner Wiesenknopf (Sanguisorba minor), Flügelginster (Genista sagittalis), Klee (Trifolium), Wicken (Vicia) und Spitzwegerich (Plantago lanceolata).

## Entwicklung
Die Weibchen kleben ihre 2,5 Millimeter langen Eier in Bodennähe, aber auch bis maximal 1,5 Meter Höhe, in Gruppen um Stängel. Die Eier sind oval, hell cremefarben, haben am Pol einen dunklen Punkt und darum ein hellbraunes, kreisförmiges Muster. Die Raupen sind Einzelgänger und verstecken sich am Tag unter Steinen. Abends klettern sie auf der Vegetation empor. Man sieht sie im Spätsommer gelegentlich bei der Überquerung von Straßen oder offenen, vegetationslosen Stellen. Wenn sie Gefahr wittern, ringeln sie sich zusammen und bleiben minutenlang in dieser Stellung. Ihre Haare können bei Berührung allergische Reaktionen hervorrufen. Sie verkriechen sich voll entwickelt ab Ende August und überwintern, bevor sie sich im Frühjahr, ohne noch einmal zu fressen, in einem grauen, röhrenförmig ausgezogenen Gespinst verpuppen. Manchmal findet man sie an warmen Tagen, sehr früh im Jahr, auf der Suche nach einem geeigneten Verpuppungsplatz.